# Potencja homeopatyczna
Ten artykuł opisuje teorie, metody lub czynności niezgodne ze współczesną wiedzą medyczną.
Potencja homeopatyczna lub potęga homeopatyczna – termin określający stopień rozcieńczenia środka homeopatycznego. Ma postać kodu literowo-cyfrowego, który zostaje wymieniony po łacińskiej nazwie surowca, z którego został wyprodukowany środek homeopatyczny, np. Aurum metallicum MK, Calcarea carbonica D200, Rhus toxicodendron D30.

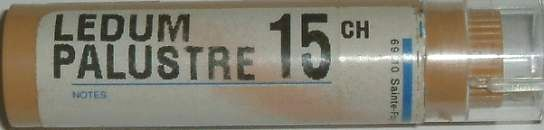
Granulki homeopatyczne z rozmarynu leśnego (po łacinie Ledum palustre) w potencji 15CH

Litera oznacza rodzaj potencji homeopatycznej, który jest związany ze sposobem produkcji, zaś liczba wskazuje na stopień spotęgowania (zdynamizowania), czyli ilość rozcieńczeń i jednoczesnych energicznych wytrząsań.
Proces otrzymywania kolejnych potencji homeopatycznych, w którym nie wolno pominąć żadnego etapu, nazywa się potencjowaniem roztworu i stanowi warunek sine qua non w homeopatii. O tym, w jaki sposób Samuel Hahnemann doszedł do potencjowania homeopatycznego można przeczytać w artykule biograficznym.
Według homeopatów podczas potencjowania, czyli rozcieńczania wodą destylowaną substancji wyjściowej i poddawania tego roztworu serii energicznych wytrząsań zgodnie z opisem w Farmakopei Homeopatycznej, forma materialna środka zostaje zamieniona w formę niematerialną, czyli energię.
Z tego powodu potencji homeopatycznej nie powinno się utożsamiać ze stopniem rozcieńczenia roztworu.
W homeopatii przyjmuje się, że im wyższa jest potencja, tym większa jest moc energetyczna, czyli siła działania środka homeopatycznego oraz szerszy zakres działania. Według Samuela Hahnemanna potencjowanie (synonimy: potęgowanie lub dynamizowanie) pozwala zmniejszyć lub całkowicie wyeliminować objawy niepożądane oraz tzw. początkowe pogorszenie stanu chorego, zwiększając jednocześnie moc leczniczą środka.

## Rodzaje potencji homeopatycznych
Wyróżniamy trzy rodzaje potencji homeopatycznych:
- Potencja dziesiętna (decymalna) oznaczana symbolem D (przed liczbą) lub rzadziej symbolem X (za liczbą) np. 1X = D1, 2X = D2, D12 lub 12X itd. Rozcieńczenie w stosunku 1:10, czyli 1 część + 9 części rozpuszczalnika.

Niskie potencje dziesiętne obejmują D1 do D6, średnie od D6 do D12, a wysokie to potencje powyżej D12. W aptekach homeopatycznych typowe potencje to D6, D12 i D30. Ten rodzaj potencji jest wykorzystywany w homeopatii klinicznej (objawowej/przyrodniczej) oraz w kompleksach homeopatycznych, czyli preparatach wieloskładnikowych dostępnych w aptekach bez recepty.
- Potencja setna (centymalna) oznaczana symbolem C, CH lub K, jeżeli została wykonana metodą jednego naczynia np. C15, C30, 30K, 200K. Rozcieńczenie w stosunku 1:100 czyli 1 część + 99 części rozpuszczalnika.

Wysokie potencje C i K są chętnie stosowane w homeopatii klasycznej np. C200, 200K, MK, 10MK.
- Potencja LM oznaczana rzadziej symbolem Q od quinquaginta milia. Rozcieńczenie w stosunku 1: 50.000 (L=50 i M=1000).

W handlu znajduje się 30 potencji typu LM, przy czym do najczęściej używanych należą: LM6, LM18, LM24 i LM30. Potencje LM mają rzekomo działać łagodnie i są z reguły przeznaczone do codziennego zażywania przez dłuższy czas. Stosowane głównie u osób nadwrażliwych, osłabionych, starszych oraz w leczeniu wspomagającym po jednorazowym podaniu wysokiej potencji C lub K.

## Podział ze względu na rozcieńczenie
W zależności od rozcieńczenia potencje homeopatyczne można podzielić na:
- słabe – według homeopatów działające głównie lokalnie do D30, C30, 30K
- średnie – według homeopatów działające na poziomie emocjonalnym: D200, C200, 200K
- wysokie – według homeopatów działające na poziomie mentalnym: MK, 10MK
- bardzo wysokie – do tej grupy należą: 50MK, CMK.

Zob. też: Preparaty homeopatyczne

## Jak silnie rozcieńczone są środki homeopatyczne
| Potencja decymalna | Potencja centymalna | Stężenie | Uwagi                                                            | Porównanie |
| ------------------ | ------------------- | -------- | ---------------------------------------------------------------- | --- |
| D1 (1X)            | —                   | 1:10     | Tzw. niska potencja                                              | |
| D2 (2X)            | C1                  | 1:100    | Nazywana przez homeopatów potencją wyższą niż 1:10               | |
| D6 (6X)            | C3                  | 10−6     |                                                                  | |
| D8 (8X)            | C4                  | 10−8     |                                                                  | Odpowiada dopuszczalnemu stężeniu arsenu w wodzie pitnej w USA. |
| D12 (12X)          | C6                  | 10−12    |                                                                  | |
| D24 (24X)          | C12                 | 10−24    |                                                                  | 60% prawdopodobieństwa, że zawiera jedną cząsteczkę substancji czynnej, jeśli na początku do sporządzenia roztworu użyto 1 mol substancji czynnej i następnie poddawano kolejnym rozcieńczeniom (potencjowaniu). |
| D60 (60X)          | C30                 | 10−60    | Rozcieńczenie zalecane przez Hahnemanna do większości zastosowań | Trzeba by podawać 2 miliardy dawek na sekundę przez 4 miliardy lat 6 miliardom pacjentów, by któryś z nich otrzymał jedną cząsteczkę substancji czynnej (2×109 * 6×109 * 4×109 * 365 * 24 * 60 * 60 * 6.02×1023 = 1060). Gdyby można było stworzyć kulę zawierającą wodę o średnicy równej odległości Ziemi od Słońca i gdyby umieścić tam jedną cząstkę substancji czynnej, byłoby to rozcieńczenie około 30C (dokładniej - 30,89C). |
| D400 (400X)        | C200                | 10−400   | Potencja popularnego środka homeopatycznego Oscillococcinum      | Żeby pochłonąć jedną cząsteczkę substancji czynnej, pacjent musiałby pochłonąć 10320 obserwowalnych wszechświatów wypełnionych wyłącznie Oscillococcinum (10320= 1080 × 1080 × 1080 × 1080 gdzie 1080 to szacunkowa liczba atomów w naszym obserwowalnym wszechświecie) |